# باولا تود
باولا تود هي محامية وصحفية كندية، ولدت في 1963 في هاميلتون في كندا.